# Produktionstechnisches Zentrum Hannover
Das Produktionstechnische Zentrum Hannover (PZH) ist eine Einrichtung der Fakultät für Maschinenbau der Leibniz Universität Hannover und eins der großen Forschungszentren für Produktionstechnik in Deutschland. Zum PZH gehören die acht produktionstechnischen Institute
- für Fabrikanlagen und Logistik, IFA (Matthias Schmidt)
- für Umformtechnik und Umformmaschinen, IFUM (Bernd-Arno-Behrens)
- für Fertigungstechnik und Werkzeugmaschinen, IFW (Berend Denkena)
- für Mikroproduktionstechnik, IMPT (Marc Wurz)
- für Kunststoff- und Kreislauftechnik, IKK (Hans-Josef Endres)
- für Transport- und Automatisierungstechnik, ITA (Ludger Overmeyer)
- für Montagetechnik, match (Annika Raatz)
- für Werkstoffkunde, IW (Hans Jürgen Maier)

mit insgesamt rund 280 wissenschaftlichen und 530 studentischen Mitarbeitern. Die Institute decken alle Aspekte der Produktionstechnik in Forschung und Lehre ab. Außerdem sind am PZH der Ingenieurdienstleister TEWISS – Technik und Wissen GmbH, die Materialprüfanstalt für Werkstoffe und Produktionstechnik und Unternehmen und Start-ups ansässig. Letztere sind häufig Ausgründungen aus den Instituten.

## Geschichte
Bereits in den 1980er und 90er Jahren bemühten sich einige Professoren der produktionstechnischen Institute der Leibniz Universität, eine Lösung für die Raumnot ihrer Institute zu finden, die damals an verschiedenen Standorten in Hannover untergebracht waren. Insbesondere Hans Kurt Tönshoff setzte sich dafür ein. 2001 wurde die PZH GmbH, heute TEWISS GmbH, als eine hundertprozentige Tochter der Universität gegründet. Sie sollte dazu beitragen, die Hochschulforschung zur Produktionstechnik – zu dieser Zeit sechs Institute – unter einem Dach zu vereinen und Synergien besser nutzen zu können. Im Rahmen einer Public Private Partnership mit Land und Bund trug die PZH GmbH ein Drittel zur Finanzierung des geplanten gemeinsamen Baus bei.
Das neue Gebäude in Garbsen, nordwestlich von Hannover, das die Institute 2004 beziehen konnten, hat der Architekt Gunter Henn mit einer zentralen Glashalle so entworfen, dass Mitarbeiter sich institutsübergreifend begegnen und Verbindungen zwischen allen Einrichtungen geschaffen werden; rund 22.000 Quadratmeter Nutzfläche stehen für Forschung und Lehre zur Verfügung.
2013 wurde aus der PZH GmbH die TEWISS – Technik und Wissen GmbH, die weiterhin das Gebäudemanagement innehat, aber mittlerweile vor allem die Bereiche Sonderkonstruktion und Verlag ausgebaut hat.
Ende 2013 trat Annika Raatz ihren Ruf auf den Lehrstuhl des neu gegründeten Instituts für Montagetechnik an. Seit Oktober 2019 komplettiert das Institut für Kunststoff- und Kreislauftechnik mit seinem Leiter Hans-Josef Endres das PZH.
Seit Januar 2016 ist das erste der vom Bundesministerium für Wirtschaft und Energie eingerichteten Kompetenzzentren „Mittelstand 4.0“ mit dem Motto „Mit uns digital!“ am PZH gestartet. Es soll kleine und mittlere Unternehmen aus Niedersachsen und Bremen auf die Herausforderungen und Potenziale der Industrie 4.0 vorbereiten.
Der Campus Maschinenbau der Leibniz Universität Hannover, der die weiteren Institute der Fakultät für Maschinenbau beherbergt, wurde im September 2019 gegenüber dem PZH eingeweiht.

## Organisation und Finanzierung
Die acht Institutsleiter bilden den Vorstand des PZH; der Vorstandssprecher wechselt jährlich. Die Institute des PZH finanzieren ihre Arbeit zum weit überwiegenden Teil aus Drittmitteln. 2019 hat das PZH gut 22 Millionen Euro Drittmittel eingeworben. Eingeworbene Landesmittel sind in dieser Summe nicht enthalten.

## Produktionstechnik Hannover
Zusammen mit seinen regionalen Nachbarn, dem IPH (Institut für Integrierte Produktion Hannover) und dem LZH (Laser Zentrum Hannover) bildet das PZH einen einzigartigen Produktionstechnik-Cluster. LZH und IPH wurden in den 1980er-Jahren aus der Universität heraus gegründet, um Forschungsergebnisse schneller in die Industrie transferieren zu können, und sind beide im Wissenschaftspark Marienwerder in Hannover angesiedelt. Die drei Einrichtungen betreiben gemeinsam das Newsportal phi – Produktionstechnik Hannover informiert.

## Forschung
Das PZH betreibt Grundlagenforschung, beispielsweise innerhalb von Sonderforschungsbereichen (SFB), die von der Deutschen Forschungsgemeinschaft gefördert werden. Zwei SFB sind derzeit am PZH angesiedelt, an weiteren sind Wissenschaftler aus dem PZH beteiligt. Ergänzend wird Wert auf den Wissenstransfer in die Unternehmen gelegt, etwa durch vorwettbewerbliche Forschung im Rahmen der AiF, durch Industriearbeitskreise, Verbundprojekte und eine Vielzahl bilateraler Forschungsaufträge.

### Sonderforschungsbereiche am PZH
Die Wissenschaftler des seit Sommer 2015 bestehenden Sonderforschungsbereichs Tailored Forming arbeiten daran, Massivbauteile aus unterschiedlichem Werkstoff zuerst zu fügen und dann umzuformen. Diese Vorgehensweise könnte ganz neue, maßgeschneiderte hybride Hochleistungsbauteile möglich machen. Bernd-Arno Behrens, Leiter des Instituts für Umformtechnik und Umformmaschinen (IFUM), ist Sprecher dieses Sonderforschungsbereiches.
Der Sonderforschungsbereich Sauerstofffreie Produktion erforscht Möglichkeiten, den unerwünschten Einfluss von Sauerstoff bei produktionstechnischen Verfahren, wie Löten, Schweißen oder additiver Fertigung, auf ein bisher nicht erreichtes Niveau zu senken, wovon sich die Forscher einen großen Vorteil hinsichtlich Energieeffizienz und Ressourcenschonung erhoffen. Hans Jürgen Maier, Leiter des Instituts für Werkstoffkunde (IW) ist hier Sprecher.
Der Sonderforschungsbereich Gentelligente Bauteile im Lebenszyklus ist 2017 nach zwölf Jahren ausgelaufen. Er hat mit der Entwicklung kommunikationsfähiger Bauteile, Maschinen und Systeme, die ihre Eigenschaften außerdem "vererben" können, eine Voraussetzung für Industrie 4.0 geschaffen. Aus ihm heraus ist 2015 das Production Innovations Network PIN gegründet worden, ein Industrienetzwerk, in dem gemeinsam daran gearbeitet wird, die Potenziale der Digitalisierung umzusetzen. Sprecher war Berend Denkena, Leiter des Instituts für Fertigungstechnik und Werkzeugmaschinen (IFW).
Der Sonderforschungsbereich Transregio Planare Optronische Systeme PlanOS ist ebenfalls 2017 ausgelaufen. Sein Ziel war es, flexible Polymerfolien mit optischen Sensoren zu entwickeln, die Druck, Temperatur, Feuchtigkeit, aber auch molekulare Veränderungen registrieren können. Da diese optronische Sensorik keine Elektronik enthält, ist mit ihr ortsaufgelöstes, kostengünstiges Messen auch dort möglich, wo elektromagnetische Störfelder vorhanden sind. Sprecher war Ludger Overmeyer, der das Institut für Transport- und Automatisierungstechnik (ITA) leitet.

### Übergreifende Forschungsthemen am PZH
- IT-gestützte Produktion & Industrie 4.0: Das erste von bundesweit fünf Kompetenzzentren Mittelstand 4.0 ist seit Anfang 2016 am PZH angesiedelt. Die wissenschaftlichen Grundlagen dafür legte unter anderem seit 2005 der Sonderforschungsbereich „Gentelligente Bauteile“, in dem kommunikationsfähige, fühlende Bauteile, Maschinen und Systeme erforscht werden. Aus diesem SFB entstand bereits 2015 ein Arbeitskreis mit Unternehmen, das PIN.[17][18]

- Ressourceneffizienz: Nachhaltige Konzepte wie Weiternutzen, Umnutzen, Recyceln sind auf Werkzeuge, Späne oder Fördergurte gleichermaßen anwendbar; ein weiteres Beispiel ist die bedarfsgerechte Anpassung von Kühlschmierstoffen, die die Energieaufnahme einer Werkzeugmaschine um gut ein Drittel senkt. Im Lehrangebot ist das Thema durch die Vorlesung „Nachhaltigkeit in der Produktion“ vertreten.[19][20]

- Medizintechnik: Viele der Medizintechnik-Projekte, die am PZH bearbeitet werden, wurden im Rahmen des Sonderforschungsbereichs Biomedizintechnik begonnen, der Anfang 2015 nach zwölf Jahren ausgelaufen ist. Entwickelt wurden unter anderem bioresorbierbare Magnesium-Legierungen, die sich im Körper auflösen,[21] sobald etwa ein Bruch verheilt ist, aber auch Endoprothesen, deren Lebensdauer deutlich verlängert wurde.[22]

- Rückbau kerntechnischer Anlagen: Am PZH arbeiten Wissenschaftler daran, die Einbauten stillgelegter Anlagen in ihrer kontaminierten und oft schwer zugänglichen Umgebung so zu zerlegen, dass niemand geschädigt wird und möglichst wenig radioaktiver Abfall entsteht. Insbesondere Seilsägetechnologien kommen zum Einsatz, um Stahl- und Stahlverbundwerkstoffe zu trennen. Elektronenstrahl- und Wasserstrahltechnik, Schweißen und Schneiden sind Verfahren, die zum Teil gezielt für den Rückbau kerntechnischer Anlagen entwickelt wurden.[23]

- Technologien für die Luft- und Raumfahrt: Am PZH wird auch zu Produktions-Herausforderungen in der Luftfahrt wie etwa der Bearbeitung von CFK-Titan-Kombinationen, geforscht. Eine Außenstelle in Stade, im CFK Nord in unmittelbarer Nähe zur Luftfahrtindustrie, beschäftigt sich mit der wirtschaftlichen Fertigung von CFK-Bauteilen. Einmal im Jahr findet im PZH die internationale „Machining Innovations Conference for Aerospace Industry“ statt.[24]

## Zukunftslabor: Produktion und Gesellschaft
Anfang 2016 hat das PZH ein „Zukunftslabor: Produktion und Gesellschaft“ mit einer Vortragsreihe begonnen, in der mit Julian M Allwood, Niko Paech und Harald Welzer renommierte Vor- und Querdenker den Zusammenhang von Klimawandel, Ressourcenübernutzung, Produktion und aktuellen Lebensstilen thematisierten. Parallel dazu erschien das jährliche PZH-Magazin zum Thema „Zukunftsvisionen. Welche Zukunft produzieren wir?“ Darin ist unter anderem eine Übersicht über „ReUSE“-Forschungsvorhaben am PZH enthalten. Das Zukunftslabor wurde / wird 2017 und 2018 unter anderem mit Vorträgen von Michael Braungart und Michael Hetzer fortgeführt. Letzterer stellte sein klimaneutral produzierendes Unternehmen elobau vor.

## Die Institute und ihre Forschungsschwerpunkte

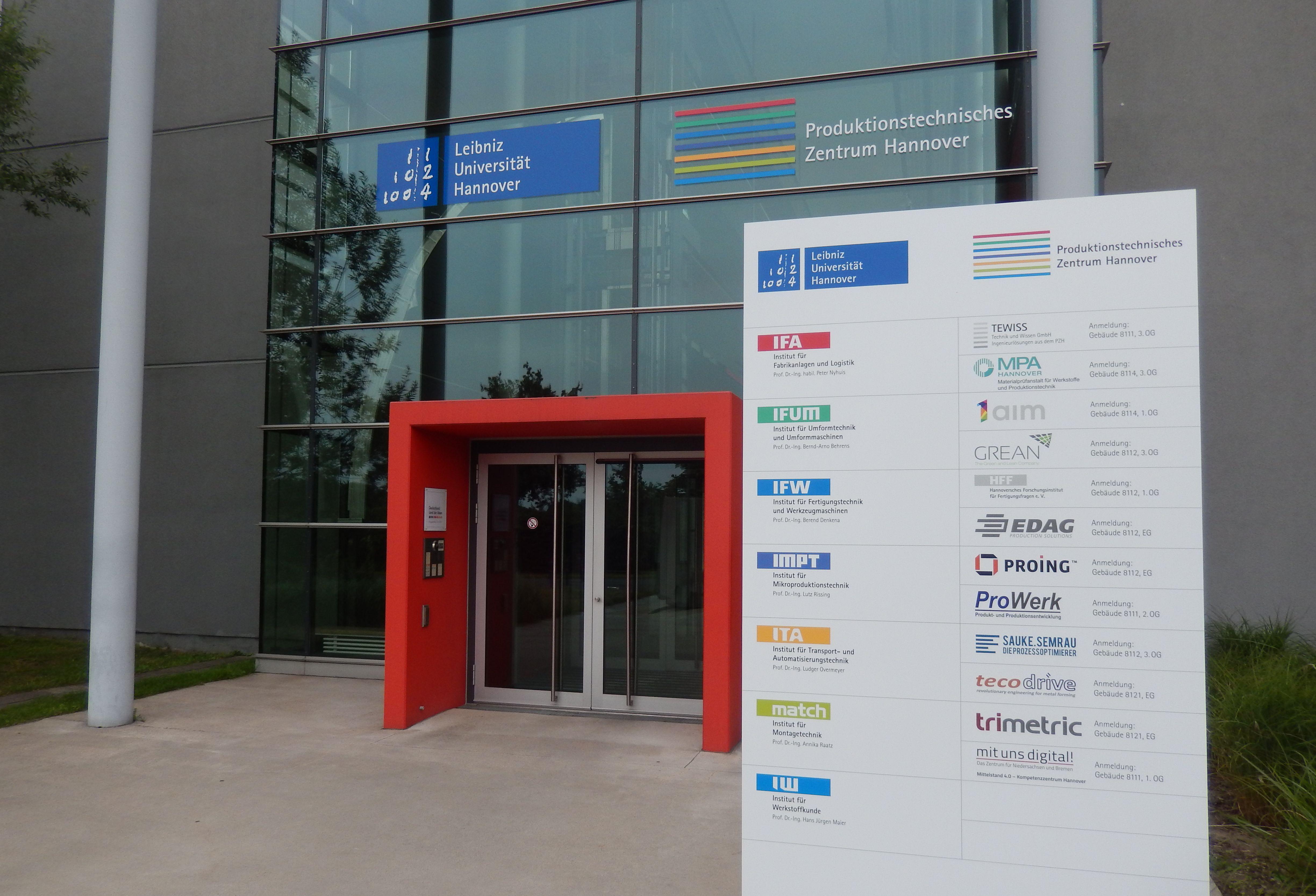
Eingangsbereich mit Liste der Institute

- IFA: Das Institut für Fabrikanlagen und Logistik untersucht logistische und organisatorische Zusammenhänge in Industrieunternehmen und Lieferketten. Es betreibt außerdem die IFA Lernfabrik. Leiter des IFA ist Matthias Schmidt.

- IFUM: Neben Prozessen der Massiv- und Blechumformung erforscht das Institut für Umformtechnik und Umformmaschinen ressourcenschonende Maschinentechnologien und Antriebe und beschäftigt sich mit Materialcharakterisierung und Simulation. Leiter des IFUM ist Bernd-Arno Behrens.

- IFW: Das Institut für Fertigungstechnik und Werkzeugmaschinen entwickelt funktionale Oberflächen, verbessert Werkzeuge, konstruiert Werkzeugmaschinen und optimiert die Fertigungsorganisation. Seit 2011 hat das IFW eine Außenstelle mit dem Schwerpunkt Hochleistungsproduktion von CFK-Strukturen in Stade.[28] Das IFW wird von Berend Denkena geleitet.

- IMPT: Das Hauptziel des Instituts für Mikroproduktionstechnik ist es, leistungsstarke Sensoren und Aktoren im Mikrobereich so zu entwickeln, dass sie effizient produziert werden können. Geleitet wird das Institut von Marc Wurz.

- IKK: Das Institut für Kunststoff- und Kreislauftechnik erforscht den gesamten Lebenszyklus von biobasierten und konventionellen Kunststoffen, von der Materialentwicklung bis zur anwendungsorientierten Umsetzung. In diesem Themenkomplex liegt der Schwerpunkt auf Recycling und Ressourceneffizienz. Geleitet wird das Institut von Hans-Josef Endres.

- ITA: Das Institut für Transport- und Automatisierungstechnik erforscht intelligente Lösungen, um Waren und Rohstoffe effizient zu transportieren, und entwickelt neue Lichtwellenleiter-Technologien. Es wird geleitet von Ludger Overmeyer.

- match: Mit den Schwerpunkten automatisierte Montage, flexible Handhabungs- und Robotertechnik deckt das Institut für Montagetechnik einen zentralen Bereich der Produktionstechnik ab. Leiterin des Instituts ist Annika Raatz.

- IW: Neue Werkstoffe sollen maßgeschneiderte Eigenschaften haben. Das Institut für Werkstoffkunde entwickelt und charakterisiert sie und begleitet sie in die Anwendung. Zum IW gehört auch das Unterwassertechnikum Hannover. Der IW-Forschungsbereich FORTIS (Füge- und Oberflächentechnik) ist in Witten (NRW) angesiedelt. Geleitet wird das Institut für Werkstoffkunde von Hans Jürgen Maier.